# آلبرت پیج
آلبرت پیج (انگلیسی: Albert Page؛ ۱۸ مارس ۱۹۱۶ – ۱۹۹۵ (۷۸−۷۹ سال)) بازیکن فوتبال اهل بریتانیا بود.
از باشگاه‌هایی که در آن بازی کرده‌است می‌توان به باشگاه فوتبال تاتنهام هاتسپر و باشگاه فوتبال کولچستر یونایتد اشاره کرد.